# Bestwina (plaats)
Bestwina is een dorp in het Poolse woiwodschap Silezië, in het district Bielski (Silezië). De plaats maakt deel uit van de gemeente Bestwina.

## Geboren
- Ryszard Kraus (1964-2013), voetballer